# Urodiaspis honesta
Urodiaspis honesta es una especie de arácnido del orden Mesostigmata de la familia Dinychidae.

## Distribución geográfica
Se encuentra en Indonesia.